# Казённый дом (фильм, 1989)
«Казённый дом» — художественный фильм режиссёра Альберта Мкртчяна. Первая часть трилогии «Мир в другом измерении».

## Сюжет
Действие происходит во внешне благополучном детском доме. Однако, не всё так хорошо, как кажется.
Мальчики занимаются хулиганством, воровством и токсикоманией, а девочки — проституцией.
Во время одного из «нюхательных сеансов» один из подростков, Гамаль (наполовину африканец), задохнулся. Остальные трое побоялись огласки и решили спрятать труп, забросав его мусором. Руководство всё-таки узнаёт правду, но, стремясь не нарушить «имидж» образцового детского дома, решает замять дело. Дети пытаются достучаться до всех, но руководство пытается помешать им.

## В ролях
- Алёша Сергиевский — Юра
- Алёша Колесов — Алёша
- Павел Гайдученко — Слава
- Фред Ннко — Гамаль
- Юлия Жукова — Таня
- Галина Польских — Томила Александровна, директриса детдома
- Нина Русланова — Марта Казимировна, инспектор детских домов
- Владимир Ильин — Викентий Михайлович
- Наталья Ченчик — мать Гамаля
- Тамара Сёмина — Ольга
- Владимир Трещалов — Владимир
- Юрий Катин-Ярцев — Андрон
- Герман Качин — Гоша
- Татьяна Кречетова — мать Юры
- Елена Королёва — мать Тани
- Софья Гуськова — гувернантка
- Ирина Диттс — судья
- Галина Дёмина — Маруся
- Оля Нуждина

## Съёмочная группа
- Авторы сценария: Михаил Кончакивский, Елена Ласкарева
- Режиссёр: Альберт Мкртчян
- Оператор: Виктор Шестопёров
- Композитор: Вячеслав Улановский

## Критика
Киновед Александр Фёдоров писал, что фильм «даёт своего рода социологический срез жизни пленников „казённого дома“, призывая к милосердию, состраданию, переустройству нашего существования по вечным законам доброты».
Фильм практически не был в широком прокате, возмущение чему выразил режиссёр, но кинокритик Сергей Лаврентьев заметил, что это фильм не для массового зрителя, и претензии режиссёра к кинопрокатчикам не обоснованы:

Порой доходит до анекдотов. В интервью «Труду» режиссер А. Мкртчян, которого и «поэтом»-то счесть сложно, как доказательство признания Западом своей ленты «Казенный дом» приводит факт вручения ему главного приза фестиваля в Джиффоне (многие о таком слышали?), жюри которого состоит из пятнадцатилетних подростков. Все это излагается абсолютно серьезно и, конечно же, с упреками прокату, «не купившему» картину (фильм шел в московском кинотеатре «Россия», столица приобрела три копии).— Лаврентьев С. Оставьте зрителя в покое! // журнал "Столица",  1991. № 51-52.

## Награды
- Фильм удостоился Гран-при на кинофестивале Giffoni Film Festival в Италии (1991 год)